# Golzheimer Friedhof
Der Golzheimer Friedhof ist ein ehemaliger Friedhof in Düsseldorf. Der Nordteil des Friedhofs (nördlich der Klever Straße) liegt im Stadtteil Golzheim, der Südteil im Stadtteil Pempelfort. Der Friedhof wird heute als öffentliche Grünanlage genutzt; die noch erhaltenen Grabsteine stehen unter Denkmalschutz.

## Geschichte

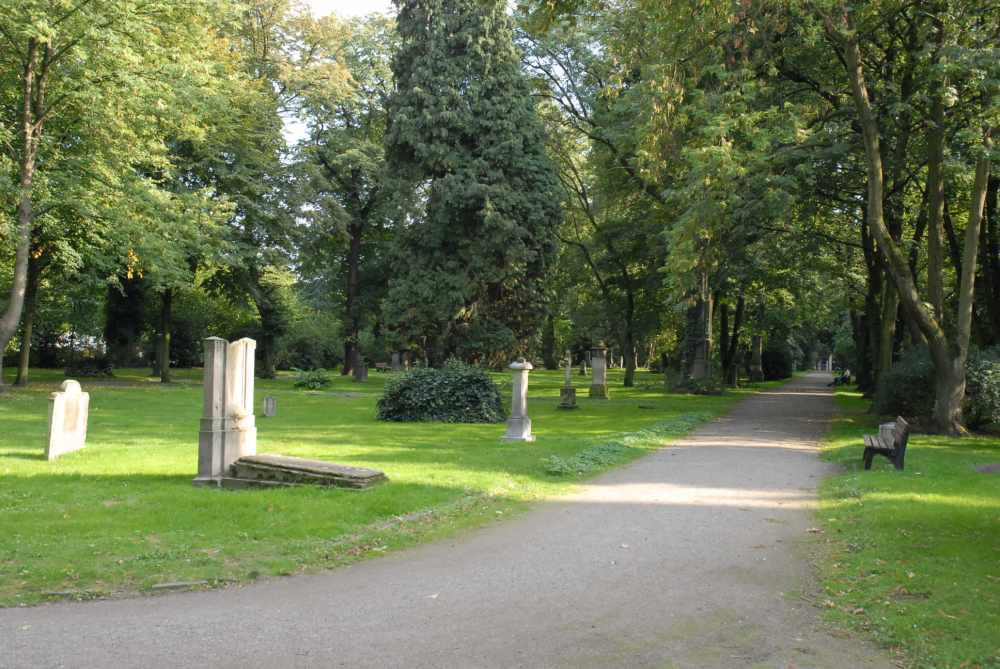
Ansicht des südlichen Teils des Golzheimer Friedhofs

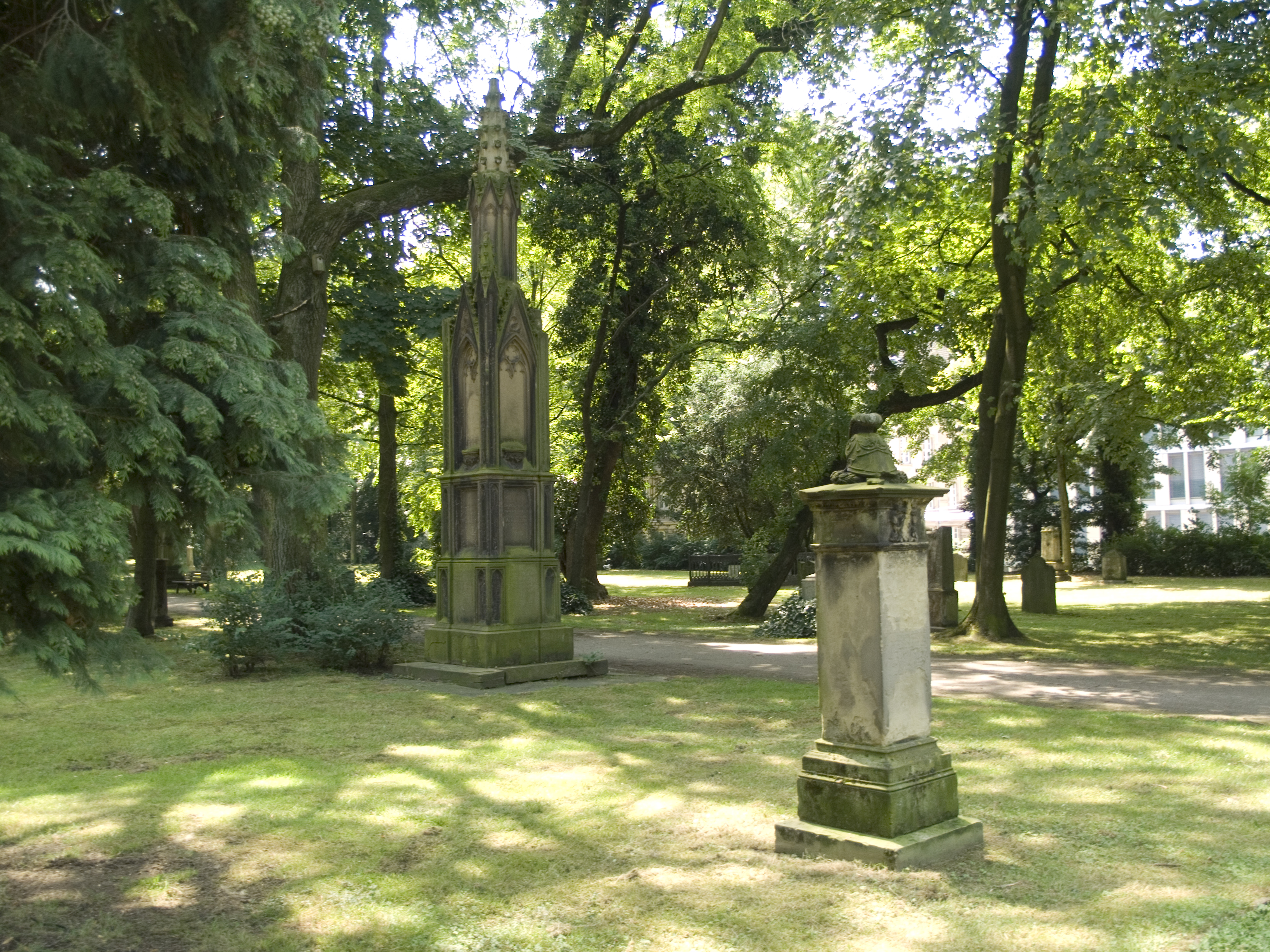
Ansicht mit neogotischem „Jesuiten-Monument“, 1843, Dietrich Meinardus nach einem Entwurf von Johannes Kühlwetter

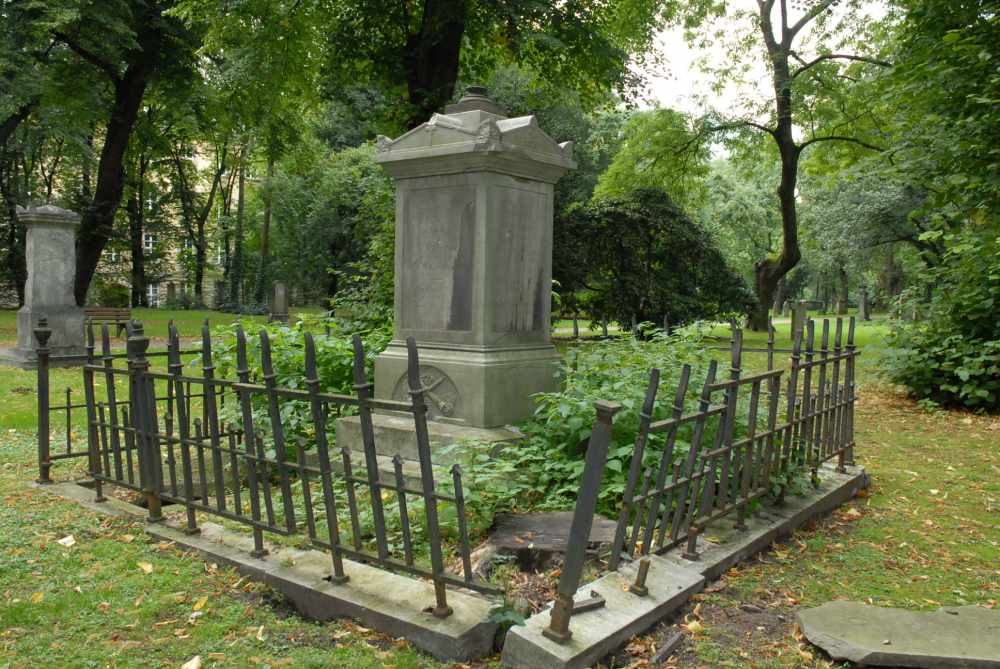
Altes Grab mit Eisengitter

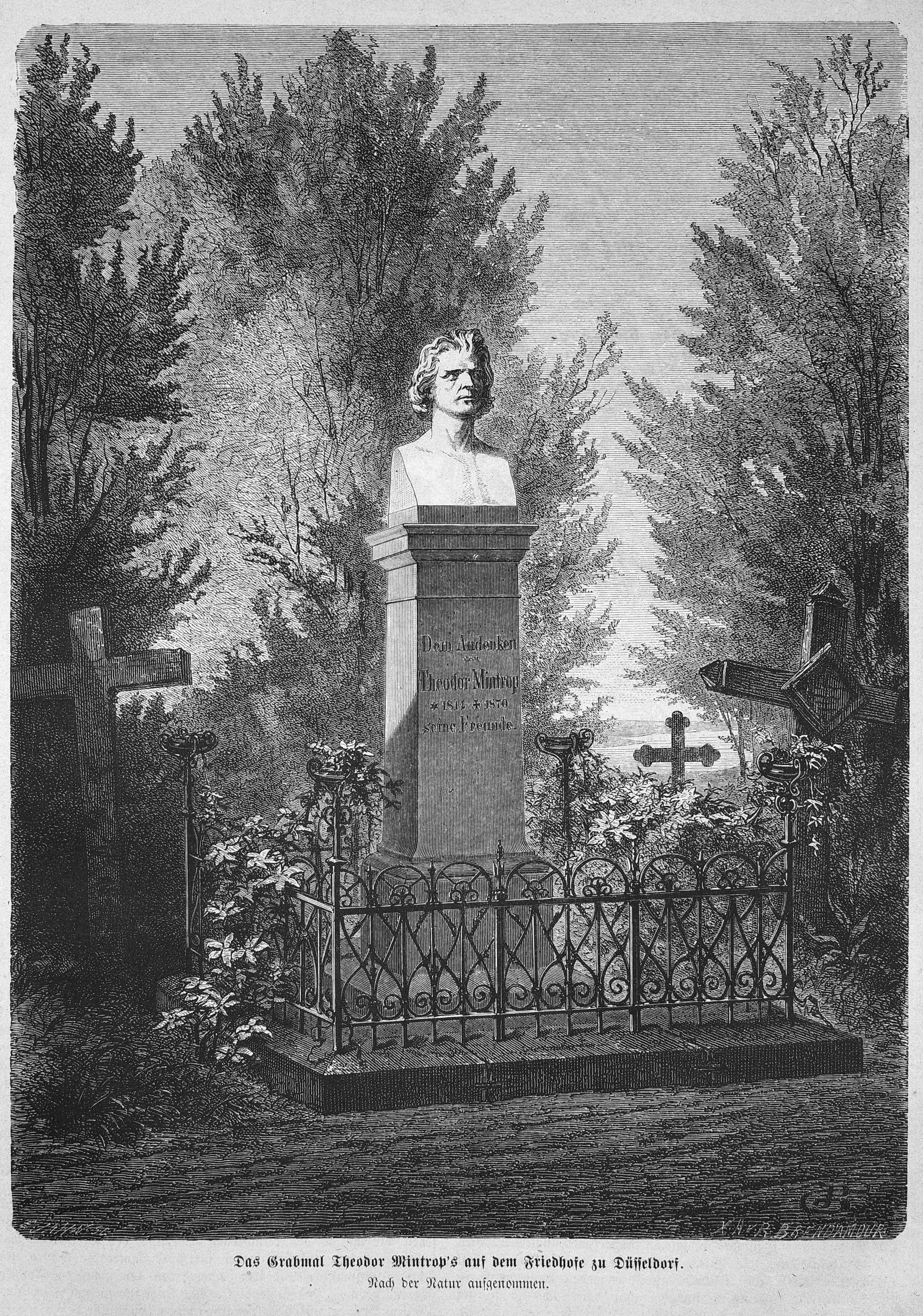
Grabmal des Malers Theodor Mintrop, Abbildung in der Gartenlaube, 1872, heute auf dem Nordfriedhof Düsseldorf (Feld 72)

Der Golzheimer Friedhof ist der erste kommunale Begräbnisplatz Düsseldorfs. Vor seiner Entstehung wurden Begräbnisse auf dem Kirchhof der Stiftskirche St. Lambertus in der Altstadt durchgeführt. Als dieser Kirchhof in der zweiten Hälfte des 18. Jahrhunderts wegen Überbelegung und den damit verbundenen Hygieneproblemen aufgegeben werden musste, errichtete die katholische Gemeinde zunächst einen Ersatzkirchhof vor dem Flingertor. Da dieser sich jedoch bald als Hindernis bei der Stadtplanung erwies und zudem auch die beiden protestantischen Gemeinden der Stadt einen Begräbnisplatz benötigten, beauftragte der pfälzisch-bayerische Kurfürst Maximilian Joseph, damaliger Landesherr des Herzogtums Berg, seinen Düsseldorfer Hofbaumeister Kaspar Anton Huschberger am 27. Januar 1804, einen neuen Friedhofsstandort zu suchen. Die Wahl zu einem für beide Konfessionen offenen Friedhof deutlich außerhalb der damaligen Stadtgrenzen fiel dabei auf ein annähernd rechteckiges Grundstück rund zwei Kilometer nördlich der Stadtgrenze, nahe dem Dorf Golzheim und in unmittelbarer Nähe des Rheinufers und der Golzheimer Insel. Da der Fluss hier eine ca. 2 m hohe Sandbank gebildet hatte, war Hochwasserschutz, der nötige Abstand zum Grundwasserspiegel und die Bodenbeschaffenheit für Erdbestattungen gegeben.
Entsprechend der Konfessionszugehörigkeit der Verstorbenen wurde der Friedhof bei seiner Anlage in zwei Abschnitte eingeteilt; dabei erhielten die Katholiken ihrem höheren Bevölkerungsanteil entsprechend den größeren, südlichen Teil der Begräbnisstätte. Die Eröffnung des neuen Friedhofs erfolgte im Jahre 1805; am 22. Mai desselben Jahres wurde dort die erste Beerdigung durchgeführt. In den allerersten Jahren seines Bestehens war der Friedhof sehr dürftig ausgestattet; so gab es dort weder Baumbepflanzung noch Umfriedung oder ein Eingangstor. Die Pläne für den Bau einer Friedhofsmauer für den Golzheimer Friedhof existierten zwar bereits Anfang des 19. Jahrhunderts, wurden aber, auch wegen der kriegsbedingten finanziellen Knappheit, lange nicht verwirklicht.

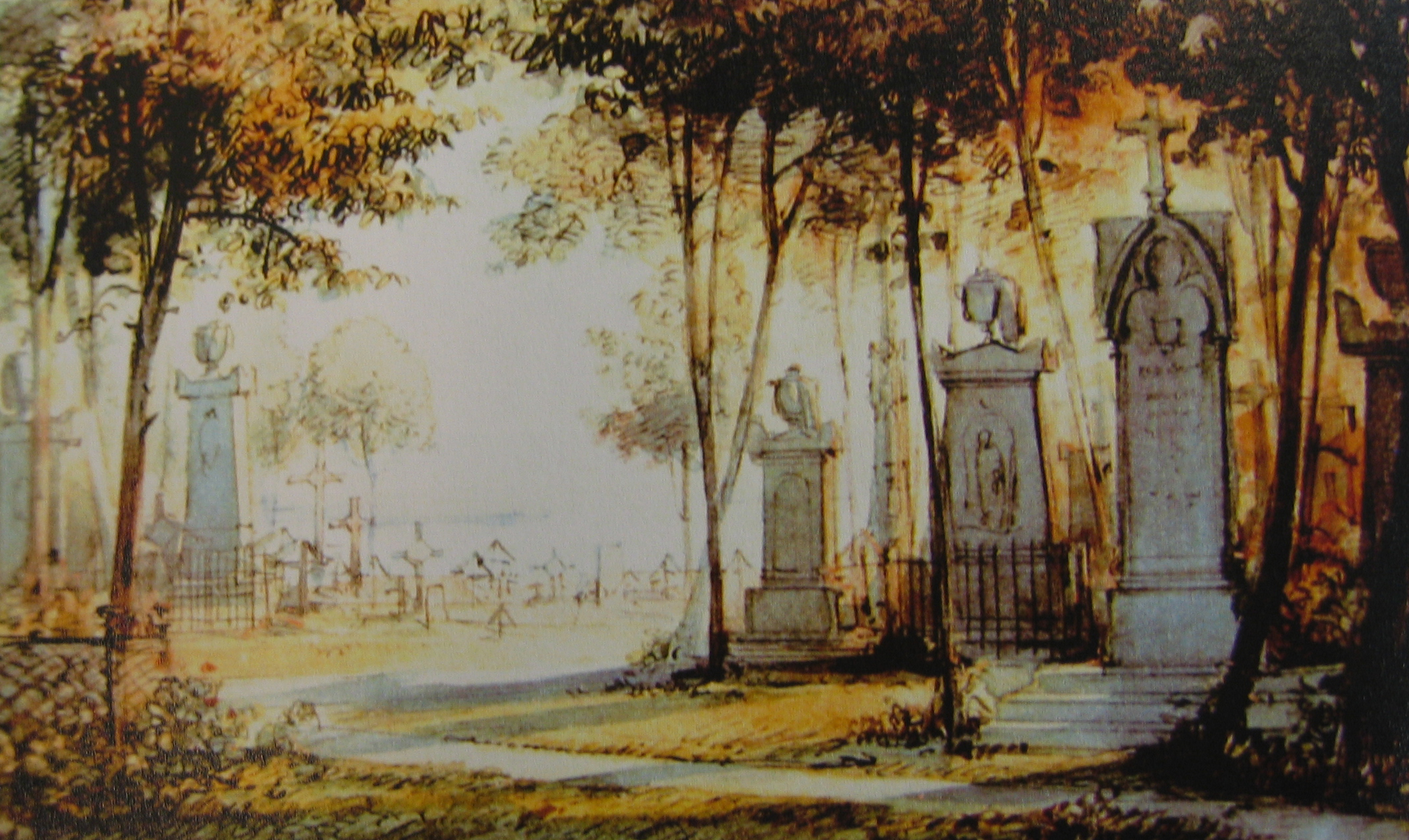
Ein Gemälde des Golzheimer Friedhofs um 1830 von Caspar Scheuren

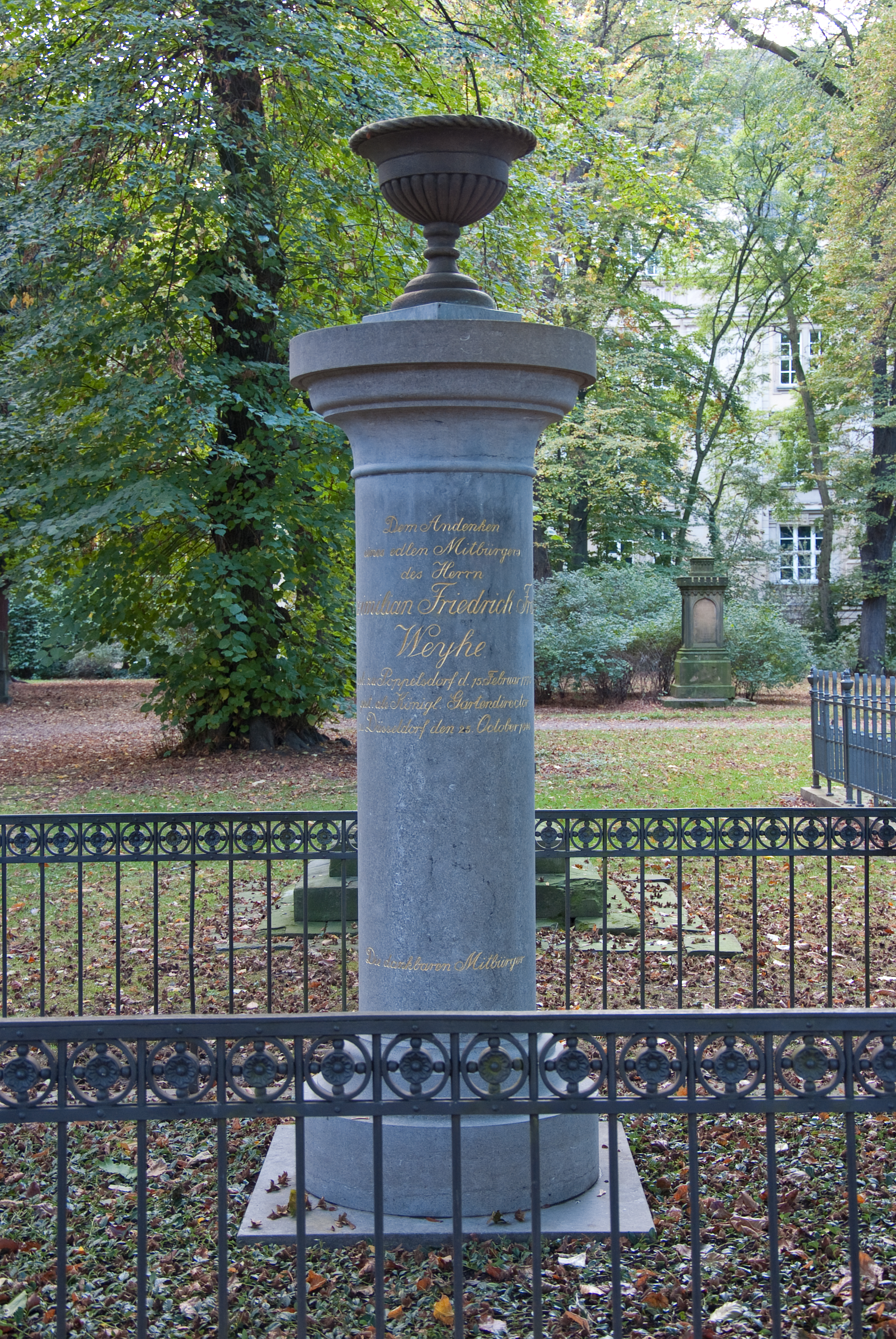
Grab von Maximilian Weyhe, restauriert 2008

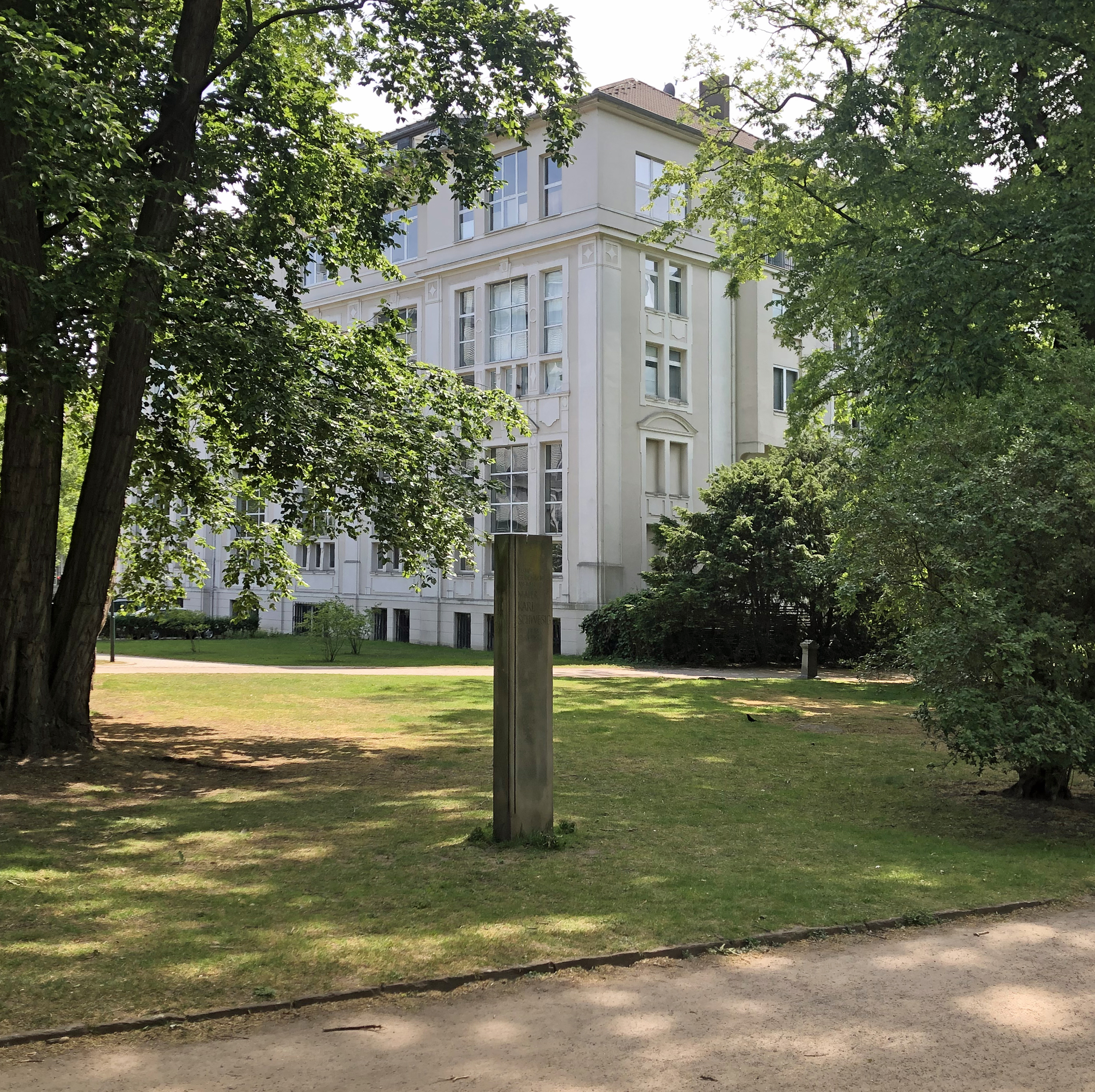
Schwesig-Gedenkstein hinter dem Künstler Atelier-Haus (2020)

Die geplanten Baumaßnahmen wurden erst ab 1816 in Angriff genommen, nachdem Düsseldorf als Hauptstadt des vormaligen Großherzogtums Berg an Preußen gekommen und Sitz eines Regierungspräsidenten geworden war. In jenem Jahr wurde der inzwischen zu klein gewordene Friedhof durch Hinzukauf von einigen umliegenden Ackerflächen auf etwa das Dreifache seiner ursprünglichen Fläche vergrößert. Zur gleichen Zeit beauftragte die preußische Regierung den Hofgärtner Maximilian Friedrich Weyhe, dessen Name unter anderem auch im Zusammenhang mit der Gestaltung des Kölner Melaten-Friedhofs bekannt ist, mit der gärtnerischen Gestaltung des Golzheimer Friedhofs. Das von Weyhe (der später hier auch seine letzte Ruhestätte fand) daraufhin verwirklichte Konzept sah die Anlage eines Zufahrtsweges von der Stadt aus zum Haupteingang der Begräbnisstätte vor, außerdem innerhalb des Friedhofs ein Wegenetz, das ihn in acht rechteckige Felder unterteilte, eine Umfriedung des Geländes durch eine Weißdornhecke sowie Bepflanzungen der Friedhofswege mit Linden. Darüber hinaus wurde das zum Rheinufer hin führende Gelände im Stil eines englischen Landschaftsparks mit Büschen bepflanzt. Zusammen mit der ufernahen Lage machte dies alles den Friedhof damals zu einer landschaftlich sehr schönen Anlage, die von Düsseldorfern gerne für Ausflüge und Spaziergänge genutzt wurde und auch ein beliebtes Motiv für Landschaftsmaler gewesen war. Während die Weyhesche Wegeaufteilung und die Bepflanzung teilweise erhalten geblieben sind, erinnert heutzutage nichts mehr an die ursprünglich idyllische landschaftliche Lage, da das anliegende Gelände und der zum Rheinufer hin führende Weg längst überbaut worden sind.
1825 trat eine neue Begräbnisordnung für die Stadt Düsseldorf in Kraft, die neben allgemeinen Vorschriften hinsichtlich der Durchführung von Bestattungen auch einige Sondervorschriften für den Golzheimer Friedhof enthielt. Diese beinhalteten neben festgelegten Größen der Gräber und den Bestattungsgebühren auch die Möglichkeit, auf dem Golzheimer Friedhof Erbbegräbnisse zu erwerben und anzulegen. Für diese wurde der Platz an den Umfriedungshecken bestimmt. Heute sind allerdings nur sehr wenige Erbgrabstätten auf dem Golzheimer Friedhof erhalten geblieben. Die ursprünglich weit verbreiteten Eisengitter, mit denen einzelne Familiengräber umfriedet wurden, sind ebenfalls bis auf wenige Ausnahmen verschwunden, da sie während der beiden Weltkriege abmontiert und als Kriegsmaterial eingeschmolzen wurden. Die Begräbnisordnung von 1825 blieb bis zur Schließung des Friedhofs in Kraft.
Im Laufe des 19. Jahrhunderts wurde der Golzheimer Friedhof mehrmals vergrößert, was durch das rasche Bevölkerungswachstum jener Zeit notwendig wurde. Bereits 1816, als die Bevölkerung Düsseldorfs von rund 16.000 Einwohnern im Gründungsjahr des Friedhofs auf etwa 22.000 Einwohner angewachsen war, erfolgte die oben bereits erwähnte erste Friedhofserweiterung, die von Maximilian Weyhe zusammen mit der gärtnerischen Gestaltung vorgenommen wurde. Im Jahre 1838 – die Einwohnerzahl Düsseldorfs belief sich inzwischen auf 30.000 – erfolgte die zweite Erweiterung, im Jahre 1869 bei nunmehr rund 65.000 Einwohnern die dritte. Schließlich musste der Friedhof im Jahre 1875, nachdem die Einwohnerzahl Düsseldorfs, zusätzlich vom Aufschwung der Gründerzeit getrieben, bereits auf 80.000 angestiegen war, das letzte Mal vergrößert werden und erreichte mit 34,5 Morgen seine maximale Fläche; eine weitere Vergrößerung war aufgrund der benachbarten Bebauung und der natürlichen Flächenbegrenzung durch den Rhein nicht möglich. Die Erweiterungsflächen, von denen einige zu jener Zeit bis unmittelbar an das Rheinufer heranreichten, sind heute größtenteils überbaut.
Die letzte größere Baumaßnahme auf dem Golzheimer Friedhof war die Errichtung eines Leichenhauses im Jahre 1875. Erstmals erhielt der Friedhof ein solches Gebäude bereits im Jahre 1829, als eine alte Scheune auf einem angrenzenden Acker zu diesem Zweck umgebaut worden war. Bedingt durch die Tatsache, dass dieses eigentlich zweckentfremdete Gebäude für die Nutzung als Leichenhaus einige Mängel aufwies, sowie durch das Bevölkerungswachstum und daraus resultierend die zunehmende Anzahl von Bestattungen, musste ein neues Leichenhaus gebaut werden, was schließlich 1875 nach Entwurf des Stadtbaumeisters Eberhard Westhofen geschah. Das langgestreckte Backsteingebäude, das nach seiner Fertigstellung auch als Friedhofskapelle genutzt wurde, ist heute nicht mehr vorhanden, da es während der Bombardements im Zweiten Weltkrieg zerstört wurde.
Da eine abermalige Erweiterung des Friedhofs nicht mehr möglich war, die Bevölkerung Düsseldorfs jedoch weiter anstieg und Mitte der 1880er Jahre bereits mehr als 100.000 Einwohner zählte, gingen die Platzkapazitäten des Friedhofs nun gegen Ende des 19. Jahrhunderts zur Neige. Zur Entlastung des Golzheimer Friedhofs wurden von der Stadt zwei neue Begräbnisstätten angelegt: der im Jahre 1879 eröffnete Stoffeler Friedhof sowie der fünf Jahre später eingeweihte Nordfriedhof, der nach mehrfachen Erweiterungen heute die größte Nekropole der Stadt ist. Der nun nahezu voll belegte Golzheimer Friedhof wurde im Jahre 1884 für Neubestattungen geschlossen; in bestehenden Familienbegräbnissen konnte noch bis 1897 beigesetzt werden.

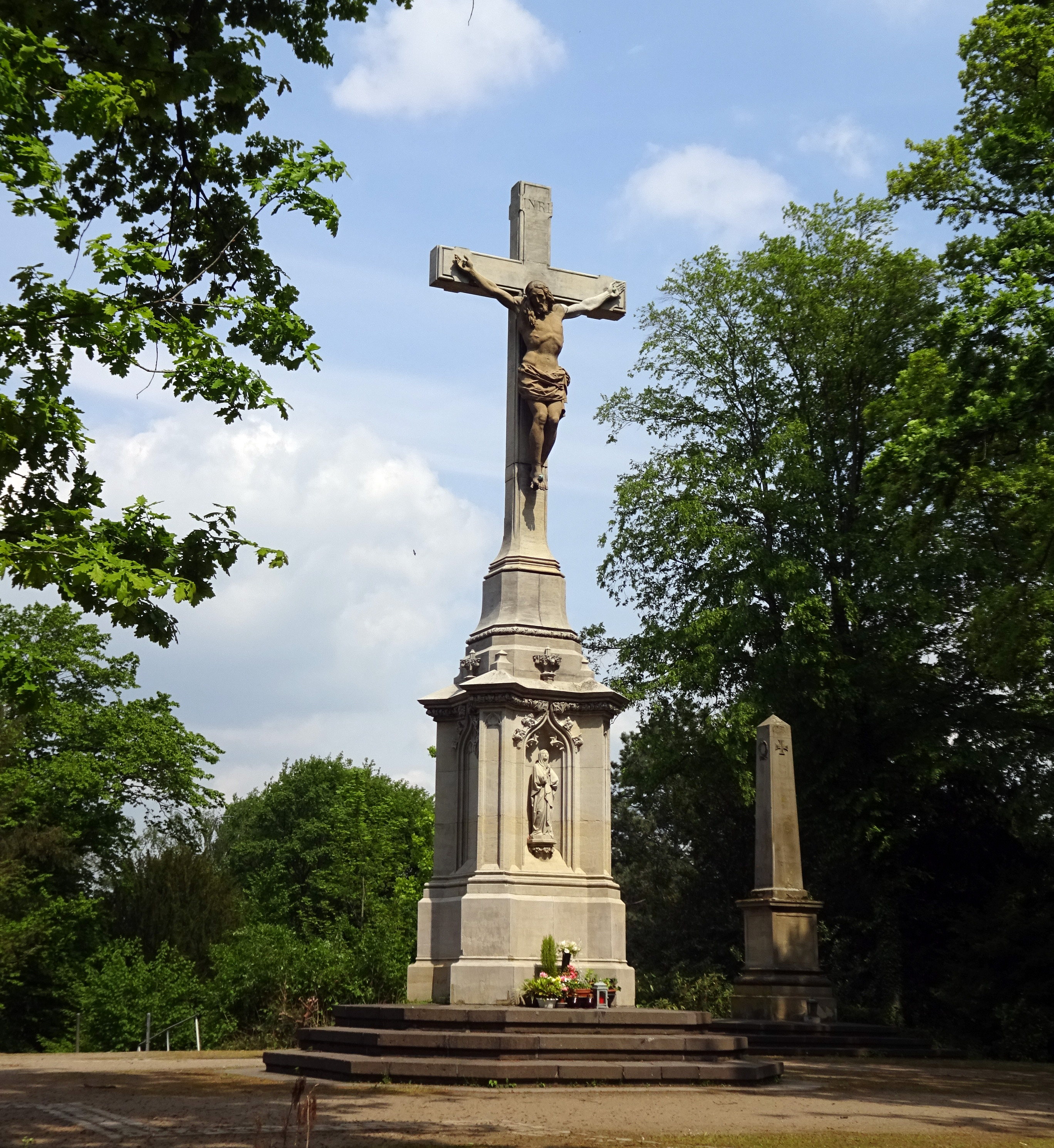
Hochkreuz, 1850/1851, im Jahr 1905 auf den Nordfriedhof transloziert

Bereits einige Jahre nach der Schließung stand der Golzheimer Friedhof einer neu geplanten Verbindungsstraße, der heutigen Klever Straße, im Wege. Nach Bürgerprotesten und langwierigen Enteignungsprozessen setzte schließlich der preußische Staat eine Einebnung jenes Teils des Friedhofs durch, an dessen Stelle die Straße verlaufen sollte. Im Ergebnis wurde der Friedhof in zwei voneinander getrennte Teile zerschnitten, zwischen denen die Klever Straße bis heute verläuft. Inhabern der Nutzungsrechte an Familiengräbern, die im einzuebnenden Friedhofsteil lagen, wurde eine Umbettung der Grabstätten auf den Nordfriedhof angeboten, was auch massenweise vorgenommen wurde. Unter den umgebetteten Gräbern waren auch Grabstätten einiger bekannter Persönlichkeiten, wie beispielsweise die des Komponisten Norbert Burgmüller oder des Malers Theodor Mintrop, die seitdem ebenfalls auf dem Nordfriedhof begraben liegen. Auch das sich heute auf dem „Millionenhügel“ des Nordfriedhofs befindliche, rund 12 Meter hohe Hochkreuz, eine Gemeinschaftsarbeit von Johannes Kühlwetter (Architektur), Dietrich Meinardus (bildhauerische Ausführung des Kreuzes), Johann Peter Götting (Christus) und Julius Bayerle (Madonna) aus den Jahren 1850/1851, stand ursprünglich in der Mittellage des Golzheimer Friedhofs, also genau dort, wo heute die Klever Straße verläuft, und wurde 1905 von dort auf den Nordfriedhof übertragen.
Durch die in den folgenden zehn Jahren erfolgten Bebauungen rund um den Friedhof, unter anderem die Errichtung des Gebäudes des Oberlandesgerichtes Düsseldorf und die Bebauung des angrenzenden Abschnittes des Rheinufers (die ehemalige Sandbank, an deren Stelle heute der Rheinpark liegt, wurde bereits 1902 aufgeschüttet), ging die ursprüngliche landschaftliche Attraktivität der Begräbnisstätte endgültig verloren. Sehr hohe Schäden erlitt der Golzheimer Friedhof während des Zweiten Weltkrieges, als das ehemalige Leichenhaus und etliche teils erhaltenswerte Grabstätten bei Bombenangriffen zerstört wurden. Die Wiederaufbaumaßnahmen, die nach dem Krieg unter anderem von einem Heimatverein vorgenommen wurden, beinhalteten auch die Errichtung von einfachen Gedenksteinen auf Gräbern bedeutender Düsseldorfer, deren ursprüngliche Grabsteine nicht mehr erhalten waren. Obwohl der Golzheimer Friedhof im Jahre 1982 unter Denkmalschutz gestellt wurde, befindet er sich nach wie vor in einem schlechten Zustand, da viele der heute noch etwa 350 alten Grabmäler sowohl unter zeitlich bedingtem Verfall als auch unter Vandalismus und unachtsamer Behandlung durch Friedhofsbesucher und Spaziergänger zu leiden haben.
Das zur Fischerstraße hin benachbarte und als Parkplatz genutzte Gelände wurde 2008 an die Victoria-Versicherung verkauft, die am südlichen Ende östlich des Friedhofs ein Rechenzentrum errichtete. Im Vorfeld des Verkaufs erhoben sich Bürgerproteste, welche zu einer Modifikation des Bauvorhabens und Gründung einer Stiftung für den Friedhof durch die Versicherung führten. Ein Bürgerentscheid gegen den Verkauf scheiterte daraufhin. An den nördlichen Teil der Anlage schließt sich das Gelände der Robert Schumann Hochschule an.

## Gräber bedeutender Persönlichkeiten (Auswahl)
(N = nördlicher Teil, S = südlicher Teil, NE = Grab nicht erhalten)

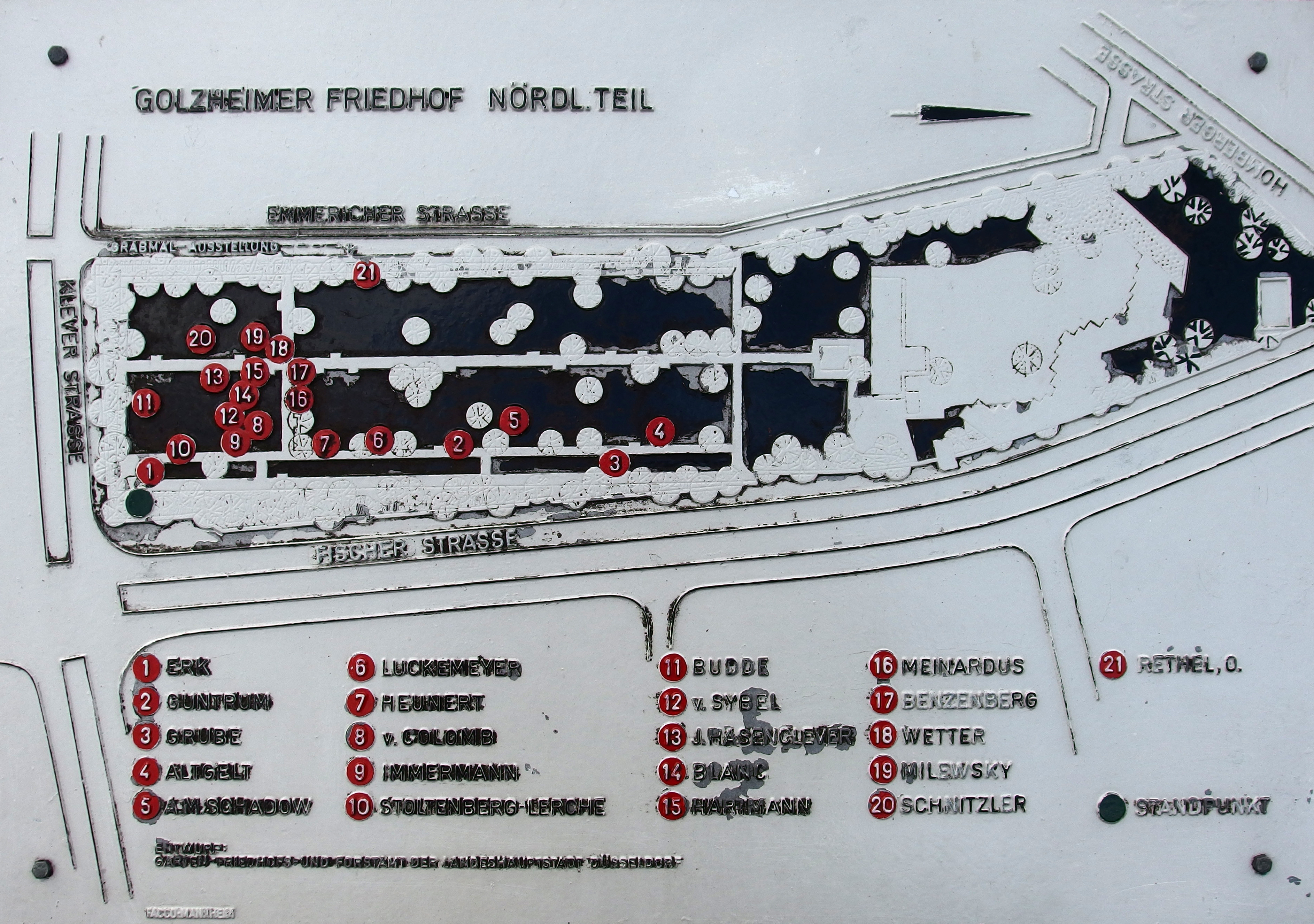
Golzheimer Friedhof Düsseldorf, nördlicher Teil, Lageplan

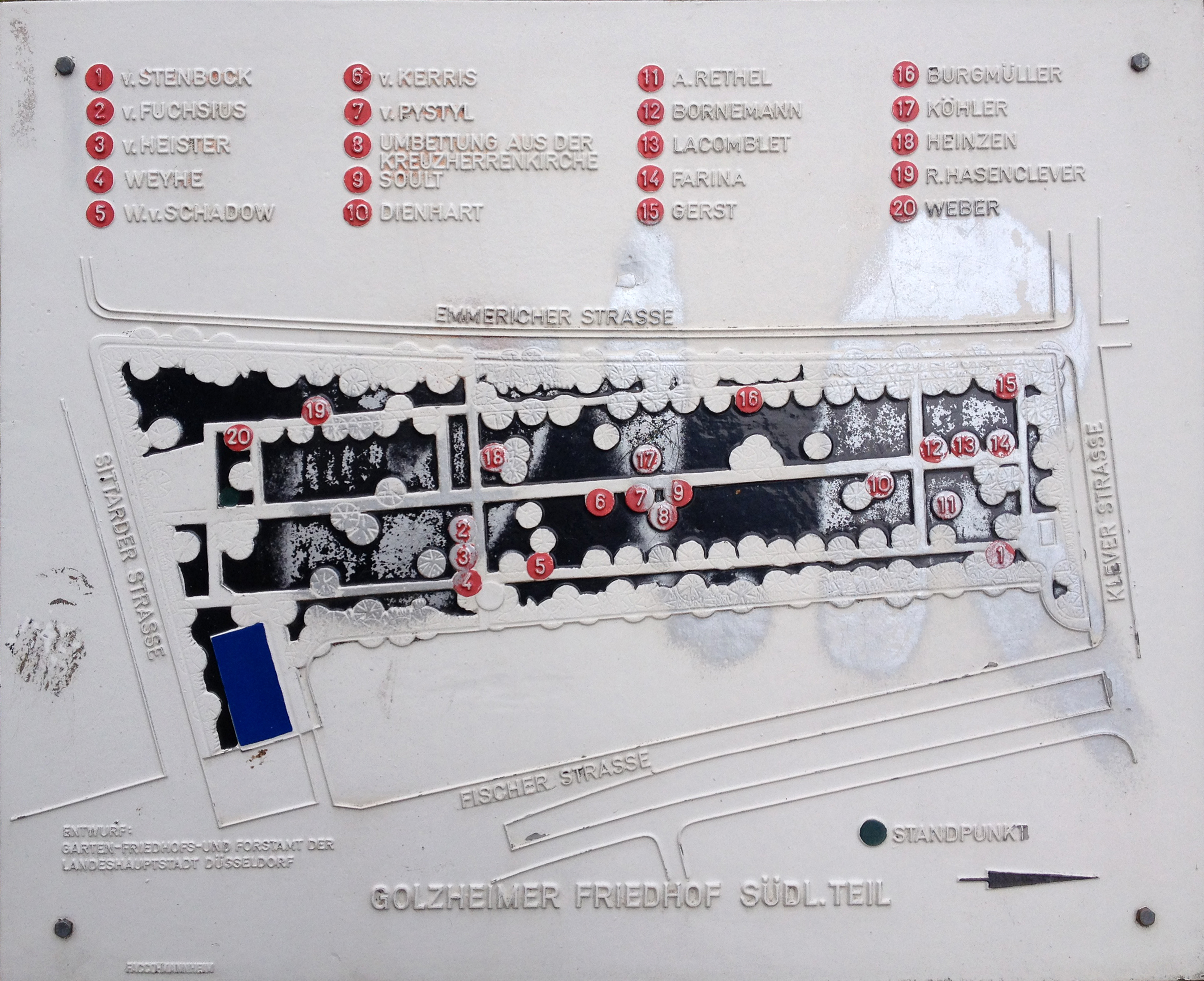
Golzheimer Friedhof Düsseldorf, südlicher Teil, Lageplan

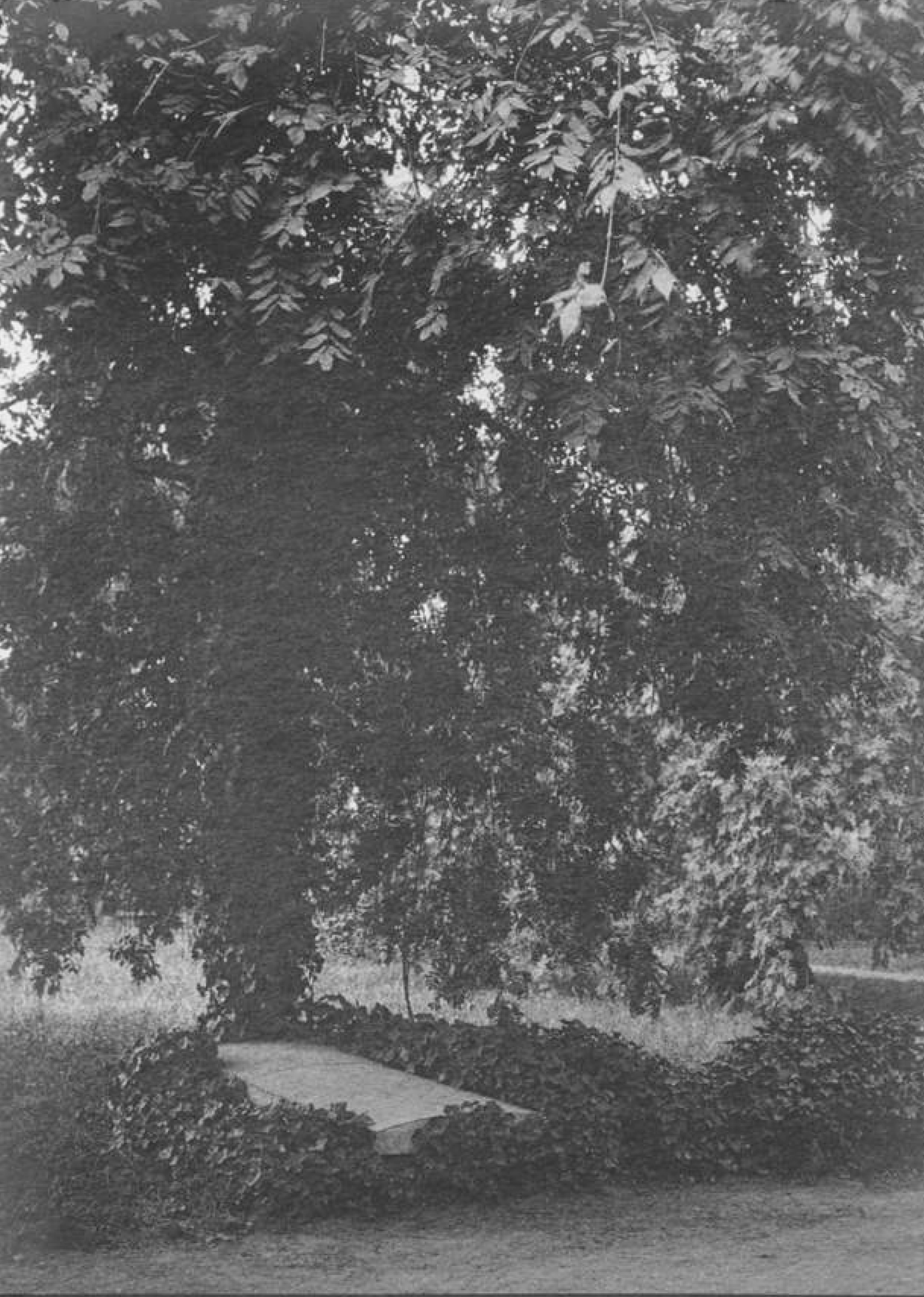
Grabmal von Alfred Rethel, Foto von Erwin Quedenfeldt (1911)

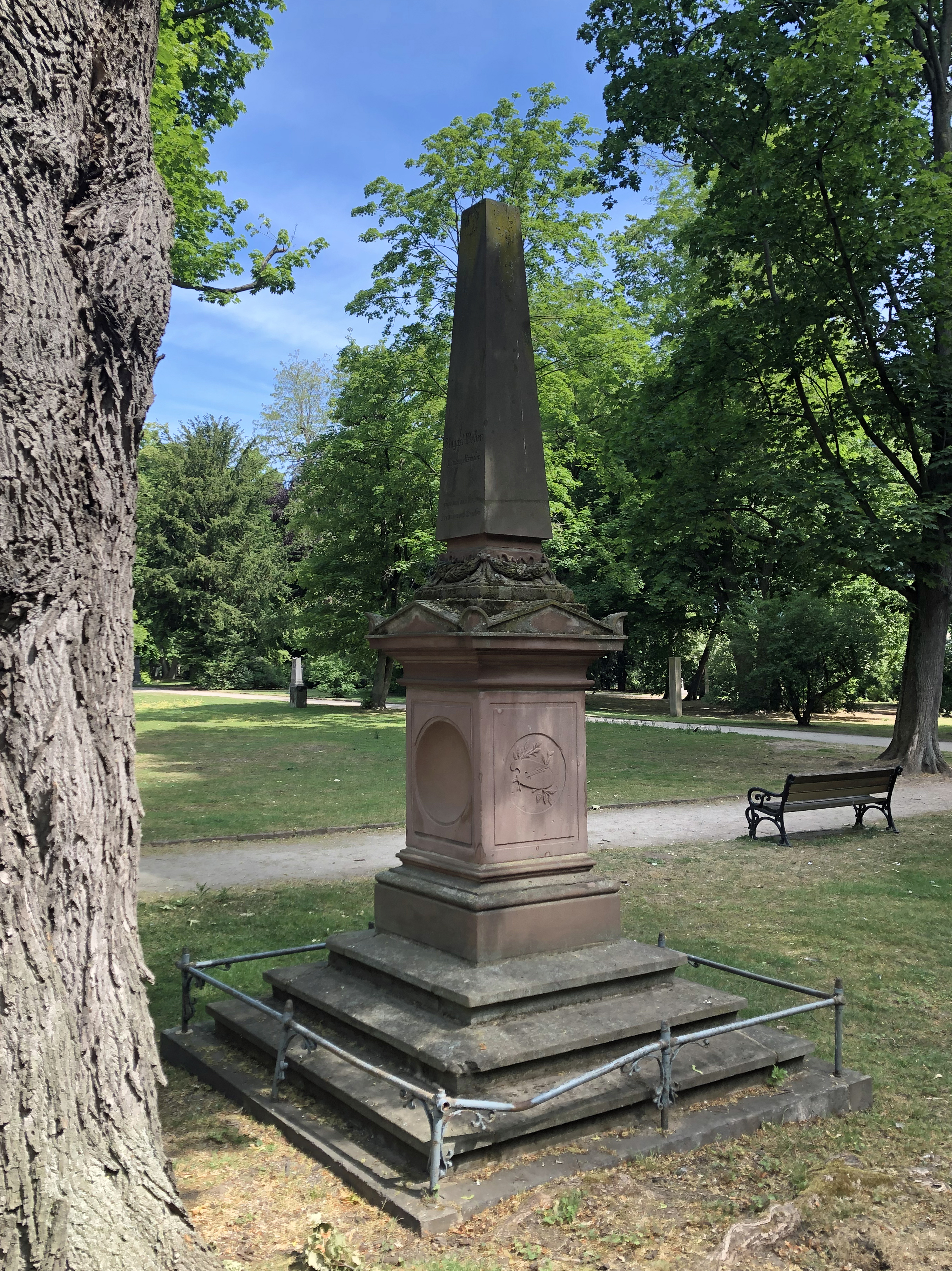
Grabmal des Malers August Weber (2020)

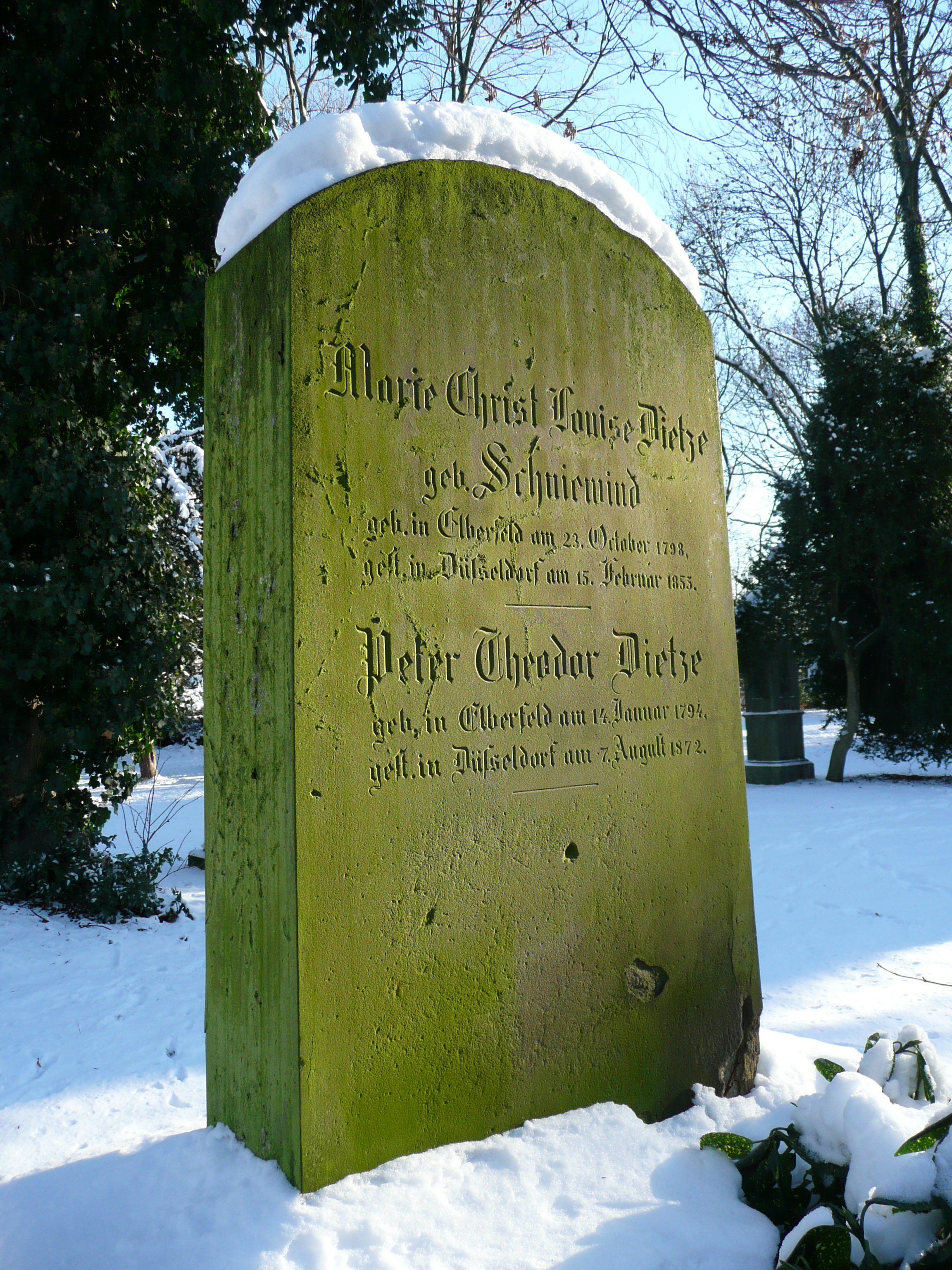
Grabmal der Eheleute Dietze

- Hermann Altgelt (1795–1871), preußischer Regierungs-Schulrat (N)
- Leopold von Arnim (1794–1856), Generalleutnant (N)
- Julius Bayerle (1826–1873), Bildhauer (NE)
- Johann Friedrich Benzenberg (1777–1846), Physiker (N)
- Gustav Bournye (1823–1858), Landrat des Kreises Prüm (N)
- Friedrich Bracht (1781–1855), Rechtsanwalt und Mitglied des Rheinischen Provinziallandtags (S)
- Friedrich August Burgmüller (1760–1824), städtischer Musikdirektor
- Norbert Burgmüller (1810–1836), Komponist (NE)
- Theodor Franken (1811–1876), Maler, mit Gattin Franziska Kux (1808–1891) (N)
- Friedrich Gerst (1805–1867), Gefängnisseelsorger (S)
- Elisabeth Grube (1803–1871), Dichterin (N)
- Carl Guntrum (1803–1891), Weinhändler, Sammler und Förderer der Stadtmuseumsgründung (S)
- Johann Peter Hasenclever (1810–1853), Maler (N)
- Richard Hasenclever (1812–1876), Sanitätsrat (S)
- Sophie Hasenclever (1823–1892), Dichterin (S)
- Friedrich Heunert (1808–1876), Maler (N)
- Theodor Hildebrandt (1804–1874), Maler (NE)
- Carl Leberecht Immermann (1796–1840), Schriftsteller und Dramatiker (N)
- Christian Köhler (1809–1861), Maler (S)
- Peter Köhler (1748–1837), Baumeister (N)
- Theodor Joseph Lacomblet (1789–1866), Historiker und Archivar (S)
- Vincent Stoltenberg Lerche (1837–1892), Maler (N)
- Carl Luckemeyer (1801–1875), Unternehmer und Politiker (S)
- Dietrich Meinardus (1804–1871), Bildhauer (N)
- Alexander Meinardus (1843–1891), Bildhauer (N)
- Heinrich Ludwig Philippi (1838–1874), Maler (S)
- Heinrich von Randow (1797–1853), Offizier (N)
- Alfred Rethel (1816–1859), Maler (S)
- Otto Rethel (1822–1892), Maler (N)
- Johannes Rübsahmen (1830–1873), Landgerichtsrat und Landtagsabgeordneter (S)
- Wilhelm von Schadow (1788–1862), Maler (S)
- Anton Schnitzler (1796–1873), Architekt (N)
- Christian Sell der Ältere (1831–1883), Maler (NE)
- August Wilhelm Stein (1842–1903), Kaufmann, Weinhändler und Bergbauunternehmer (N)
- Wilhelm Stein (1793–1864), Kaufmann, Weinhändler, (N)
- Magnus Graf Stenbock (1804–1836), Genremaler (S)
- August Weber (1817–1873), Maler (S)
- Maximilian Friedrich Weyhe (1775–1846), Gartenarchitekt (S)

## Schwesig-Gedenkstein
Gedenkstein für den Maler Karl Schwesig, der zugleich auch an die verfolgten Düsseldorfer Künstler Monjau, Levin und Ludwigs erinnert. Initiiert wurde der Gedenkort für Opfer des Nationalsozialismus durch den Maler und Kunstsammler Carl Lauterbach. Der Maler Hans Günther Cremers, Vorsitzender des Vereins Düsseldorfer Künstler, hatte den Stein entwurflich skizziert, und der Steinmetzmeister des Südfriedhofs, Josef Müller, genannt Jupp, ihn gefertigt. Ein Architekturfragment der Fassade der im Zweiten Weltkrieg zerstörten Kunsthalle wurde dazu verwendet und im Juni 1982 auf dem südlichen Teil des Golzheimer Friedhofs, Feld 1, aufgestellt.
- Inschrift:

Zum Gedenken an den Maler Karl Schwesig 19.6.1898 19.6.1955
Maler Franz Monjau 1903–1945 KZ Buchenwald
Maler Peter Ludwigs 1888–1943 Gestapohaft Düsseldorf
Maler Julo Levin 1901–1943 KZ Auschwitz

## Gedicht
Der auf dem Golzheimer Friedhof bestattete Dichter Karl Immermann porträtierte den Begräbnisplatz mit folgendem Gedicht:
Der Friedhof liegt

ruhig am wallenden Strom.

Die Wolke fliegt

leise über der Linden Dom.

Die Gräber sind

für alle Zeiten ein festes Haus.

Fluth, Wolken und Wind

flüstern vergebens

Ihr Todten heraus.